# Varasdat d'Armènia (marzban)
Varasdat va ser marzban d'Armènia de l'any 558 al 564.
L'any 562 Pèrsia i l'Imperi Romà d'Orient van convertir la treva del 555 en un tractat de pau. Còlquida va passar als romans d'Orient que haurien de pagar un tribut anyal de seixanta mil Aureus. Els cristians de territoris perses, inclosa Armènia, obtenien a canvi completa llibertat religiosa.
El va substituir Surenes el 564.